# Nederland op het Eurovisiesongfestival 1963
Nederland nam deel aan het Eurovisiesongfestival 1963 in de Britse hoofdstad Londen. Het was de achtste deelname van het land op het Eurovisiesongfestival. De NTS was verantwoordelijk voor de Nederlandse bijdrage.

## Selectieprocedure

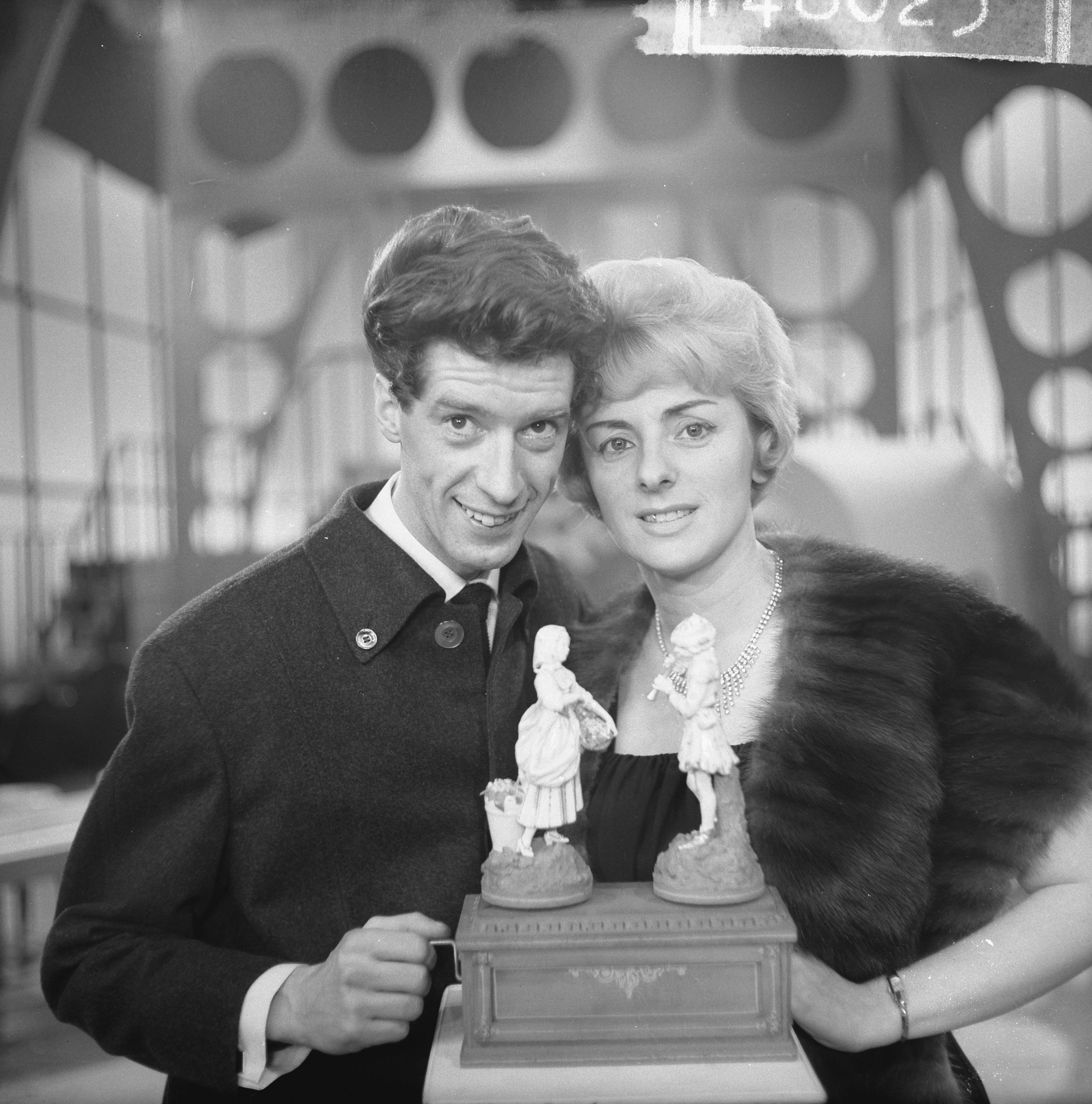
Annie Palmen met Rudi Carell, in zijn show bracht Palmen het nummer Een speeldoos voor het eerst live op televisie.

Voor het Nationaal Songfestival 1963 was zangeres Annie Palmen, die het in 1960 aflegde tegen Rudi Carrell, uitgekozen om drie nummers te zingen: Geen ander, Hoor je mij en Kijk daar is de zon. Het orkest staakte rond deze tijd, waardoor Palmen de nummers met orkestband enkel voor de vakjury zong. De finale op tv kwam daarmee te vervallen, het was voor de tweede maal dat een Nederlandse inzending niet door het publiek werd gekozen. 
Alleen het winnende nummer Geen ander werd bekendgemaakt. De titel en tekst werd niet lang na het festival gewijzigd in Een droombeeld. Ook dat was niet het uiteindelijke resultaat: dat werd Een speeldoos.
Het nummer werd op 8 februari 1963 gepresenteerd aan het publiek tijdens een speciale songfestival uitzending van de Rudi Carrell-show. 

## In Londen
In Londen trad Annie Palmen op als tweede van zestien deelnemers, na het Verenigd Koninkrijk en voor West-Duitsland. Vanwege de eerder genoemde orkeststaking stuurde Nederland geen dirigent mee naar het songfestival, maar werd de Nederlandse inzending gedirigeerd door de Brit Eric Robinson. 
Bij de puntentelling kreeg Nederland echter geen enkel punt, iets dat een jaar eerder ook al gebeurd was. Het was in totaal de derde keer dat Nederland op de laatste plaats eindigde. Finland, Noorwegen en Zweden kregen eveneens nul punten.
1956 · 1957 · 1958 · 1959 · 1960 · 1961 · 1962 · 1963 · 1964 · 1965 · 1966 · 1967 · 1968 · 1969 · 1970 · 1971 · 1972 · 1973 · 1974 · 1975 · 1976 · 1977 · 1978 · 1979 · 1980 · 1981 · 1982 · 1983 · 1984 · 1985 · 1986 · 1987 · 1988 · 1989 · 1990 · 1991 · 1992 · 1993 · 1994 · 1995 · 1996 · 1997 · 1998 · 1999 · 2000 · 2001 · 2002 · 2003 · 2004 · 2005 · 2006 · 2007 · 2008 · 2009 · 2010 · 2011 · 2012 · 2013 · 2014 · 2015 · 2016 · 2017 · 2018 · 2019 · 2020 · 2021 · 2022 · 2023 · 2024 · 2025